# Pamela Diop
Pamela Diop (Cannes, 19 de octubre de 1981) es una productora y guionista de cine franco-senegalesa. Es directora ejecutiva de AWA Productions, una empresa dedicada a la producción de películas escritas y/o dirigidas por mujeres de África y la diáspora y cofundadora de la productora Biopics Films. Es fundadora de la organización AWA (African Women Action).  
En 2021 produjo su primer largometraje titulado Saloum, seleccionado para su estreno mundial en el Festival Internacional de Cine de Toronto (TIFF). 

## Biografía
Pamela Diop nació en Cannes su padre, senegalés es periodista y documentalista, su madre, francesa, también trabaja en comunicación. Creció en Niza y ha vivido también en Burdeos y Dakar.
Empezó sus estudios de finanzas y contabilidad con la idea de dedicarse al sector empresarial. A los 17 años descubrió Senegal. "Fue un choc" explica. Regresó dos años después, ya los 20 años, estableciéndose durante una década (2000 a 2010) y dedicandose a importaciones-exportaciones con Francia. Por casualidad conoce al amigo de un amigo que preparaba un cortometraje y necesitaba a alguien para la contabilidad, la organización y la gestión del proyecto. Quedó seducida por este mundo y decidió dedicarse a él.  
Regresó a París y retomó sus estudios y en 2014 realizó un master en gestión, producción y distribución de medios audiovisuales en el Institut des Hautes Etudes Economiques et Commerciales de Paris (INSEEC).
De 2009 a 2012 dirigió las relaciones públicas de Rokhaya Diallo y de la cantante Awa Ly.
En 2012, creó su primera empresa de producción en París. Produjo cápsulas de vídeo humorísticas y paródicas difundidas en la cadena MTV Francia en C8 en el programa Touche pas à mon poste y en el Grand Journal de Canal Plus. Posteriormente, trabajó en eventos, en particular para Black Fashion Week Adama Paris en el pabellón Cambon de París, para Labo Ethnik en 2013, para el lanzamiento de Afrostream en TF1 VOD en 2014, así como para con las televisiones Europacorp y ARTE para el preestreno de la película dirigida por Bourlem Guerdjou y basada en el libro de Aya Cissoko Danbé la Tête Haute .
Como directora de producción, entre 2014 y 2015, trabajó para OSSOO TV en Libreville, que producía el programa social “ Airtel chez vous ”. Después de Gabón, Pamela Diop continuó su experiencia en Costa de Marfil, donde se encargó de gestionar las campañas publicitarias de grupos como Media Digital Service, antes de regresar definitivamente para instalarse en Senegal.
En 2016 y 2017 se incorporó a la oficina subregional de la agencia de consultoría internacional en comunicación y publicidad McCann en Dakar como responsable de atención al cliente. Se encarga de gestionar la gran cartera de cuentas con clientes como Orange Senegal, Guinea y Níger, además de Pfizer y Jumbo.
En 2017, fundó en Senegal la agencia de comunicación Lacmé Agence que trabajó principalmente con ONG y agencias intergubernamentales, y fue responsable de organizar la campaña en contra del matrimonio infantil Ending Child Marriage en Dakar.

### Trayectoria como productora

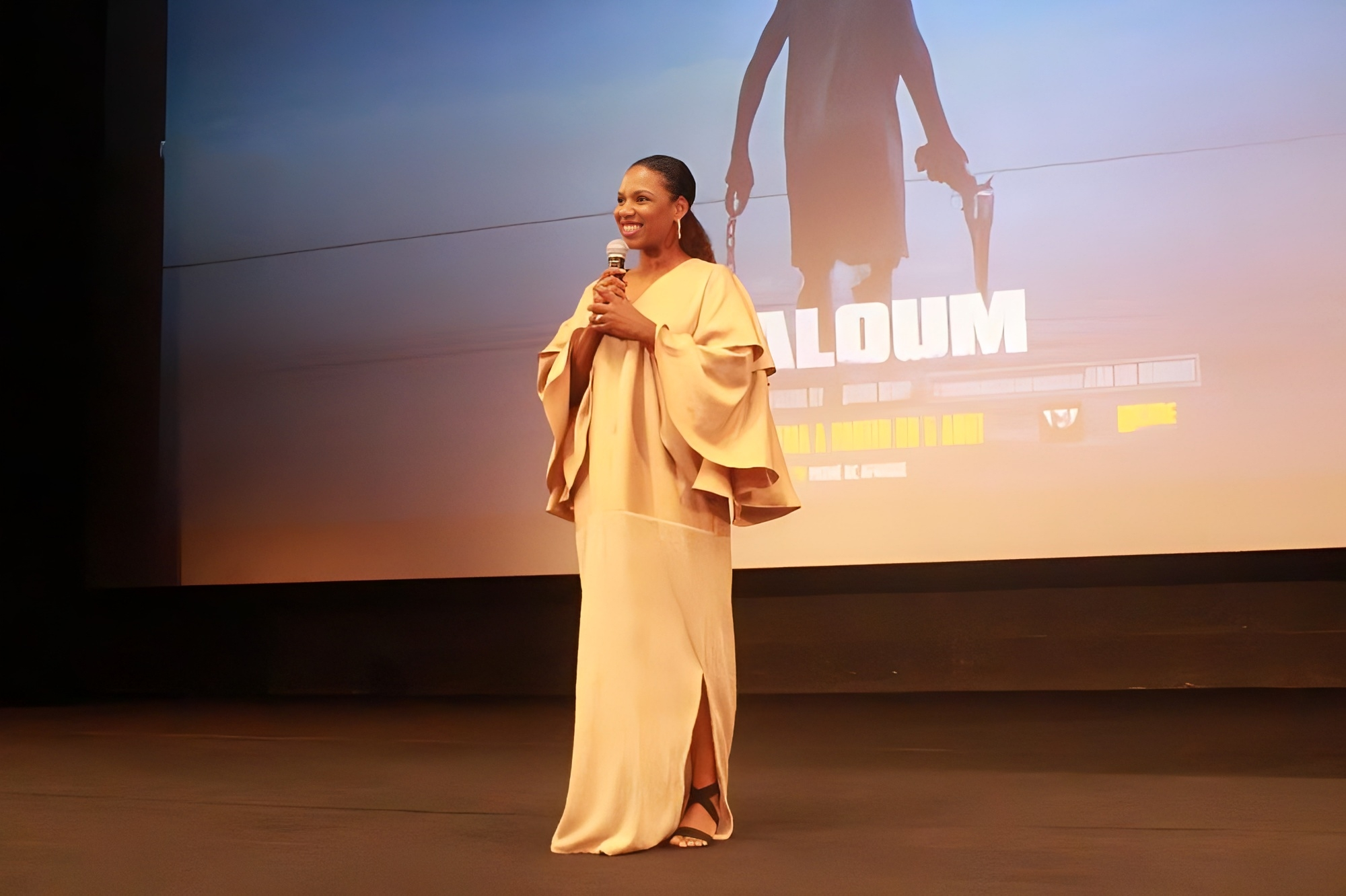
Estreno de Saloum en Abiyán, Costa de Marfil

En 2019, Paméla Diop fundó la productora de cine y televisión panafricana con sede en Dakar Lacmé Studios junto a Jean-Luc Herbulot, guionista y director franco-congoleño. La productora se ha convertido en un referente del cine africano contemporáneo. Desarrolla y produce historias exclusivamente africanas.
El primer largrometrage que produce y coescribe Pamela en el marco de la productora es, Saloum (2021).
En Saloum los protagonistas son africanos y se sitúan en el centro de la historia. Su director es Jean Luc Herbultot, un realizador franco-congolés que, cuando le conoció, acababa de terminar la serie policiaca Sakho y Mangane. Pamela le propuso viajar y trabajar sobre la historia de Saloum. La película fue rodada íntegramente en una de sus regiones de origen, Sine Saloum, en el sur de Senegal y cuenta la historia de tres mercenarios encargados de sacar de allí a un narcotraficante de Guinea-Bissau que se ven obligados a esconderse en la mística región de Saloum.
A través de sus principales artesanos, Saloum ha permitido recordar "el enorme potencial medioambiental de Senegal al mismo tiempo que presentó al mundo el talento local que conformaba 90 % del equipo de filmación".
La siguiente coproducción fue Zero (2022) también dirigida por Jean Luc Herbulot.

## Activismo
Pamela Diop preside African Women Action, una asociación que ella impulsó en 2021 para capacitar a mujeres que trabajen en la industria cinematográfica aficana y el liderazgo femenino en el sector audiovisual en África.
También creó también AWA Productions, una estructura dedicada a la producción de películas escritas y/o dirigidas por mujeres de África y la diáspora. Los beneficios de estas producciones se reinvierten en el desarrollo de otras películas, así como en la creación de programas de iniciación, descubrimiento y aceleración de profesiones cinematográficas a través de la asociación African Women Action (AWA).